# Manojlovci
Manojlovci (cyr. Манојловци) – wieś w Serbii, w okręgu szumadijskim, w gminie Topola. W 2011 roku liczyła 132 mieszkańców.